# إيفريت سي إيرل
كان إيفرت سي. إيرل (10 أبريل 1906 - 10 مايو 1990)، من أوكلاند، بولاية كاليفورنيا، أحد رواد هواية جمع الطوابع في منطقة خليج سان فرانسيسكو.

## جمع الطوابع
على الرغم من أن اهتمام إيرل الأولي كان في هواية جمع الطوابع الجوية، إلا أنه جمع في نهاية المطاف مجموعة واسعة من الموضوعات المتعلقة بعلم الطوابع، وعرضها في العديد من المعارض والعروض المتعلقة بعلم الطوابع، فضلاً عن دعم الأندية الصغيرة الأخرى في منطقة أوكلاند من خلال إقراضها إطارات من العروض المتعلقة بعلم الطوابع.

## النشاط الطوابعي
كان إيرل منظمًا وداعمًا نشطًا لمنظمات هواة جمع الطوابع. ساهم في تأسيس عدد من منظمات الطوابع في منطقة أوكلاند، بما في ذلك نادي سان خوسيه للطوابع ومجلس جمعيات هواة جمع الطوابع في شمال كاليفورنيا. شغل منصب رئيس جمعية أبحاث هواة جمع الطوابع في أوكلاند (التي سُميت لاحقًا بمكتبة هواة جمع الطوابع الغربية في سانيفيل، كاليفورنيا)، وأمين صندوق جمعية هواة جمع الطوابع في أوكلاند (التي تُعرف حاليًا بنادي هواة جمع الطوابع في إيست باي)، وذلك على مدار 60 عامًا من عضويته في نادي إيست باي.
بحلول عام 1975، كان إيرل عضوًا في الجمعية الأمريكية لهواة جمع الطوابع لمدة خمسين عامًا، وحضر العديد من مؤتمراتها وأنشطتها الأخرى. ونظرًا لقلة عدد أعضائها، فقد مُنح، قبل وفاتهِ بفترة وجيزة، شرف اختتام الاجتماع بـ"جلسة ختامية".

## أدب هواة جمع الطوابع
كان إيرل محررًا لمجلة ويسترن إكسبريس، وهي مجلة تابعة لجمعية ويسترن كوفر، من عام 1974 إلى عام 1986. كما شغل منصب محرر مجلة جمعية ويست كوست إير ميل.

## التكريم
حصل إيرل على جائزة شالونر لخدماتهِ المتميزة، وفي عام 1991 ادرج اسمه في قاعة المشاهير التابعة للجمعية الأمريكية لهواة جمع الطوابع.

## روابط خارجية
- APS Hall of Fame - Everett C. Erle
- San Jose Stamp Club website